# Maison de Tchikovani
La Maison de Tchikovani (ou Chikovani, en géorgien : ჩიქოვანების საგვარეულო) est une famille princière de Géorgie (Mingrélie). Les ducs de Tchikovani ont géré la province historique de Lečxumi (Letchkhoumi), dans le nord-ouest de la Géorgie. En 1691, les Tchikovani prirent le pouvoir en Mingrélie et assumèrent le nom dynastique de la famille précédente, les Dadiani. La dynastie nouvelle établit sa capitale à Zougdidi.chkhorotsku

## Accès au pouvoir

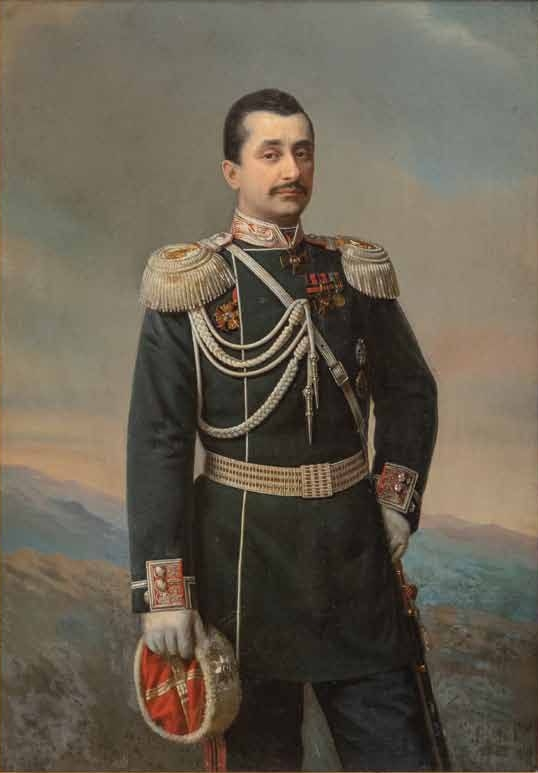
Niko Dadiani (Prince de Mingrélie), dernier prince régnant de la branche Dadiani des Tchikovani.

La maison de Tchikovani prit de l'importance après la promotion du général Katzo Tchikovani (mort en 1682) au poste de principal ministre à la cour de Léon III de Mingrélie. Pour assurer sa position parmi les nobles de Géorgie occidentale, il écarta voire élimina les membres d'autres maisons importantes, y compris de la famille princière des Dadiani. À la mort sans héritier mâle de Léon III, son fils naturel Léon IV règne dix ans, puis la famille Tchikovani s'empare du pouvoir en Mingrélie.

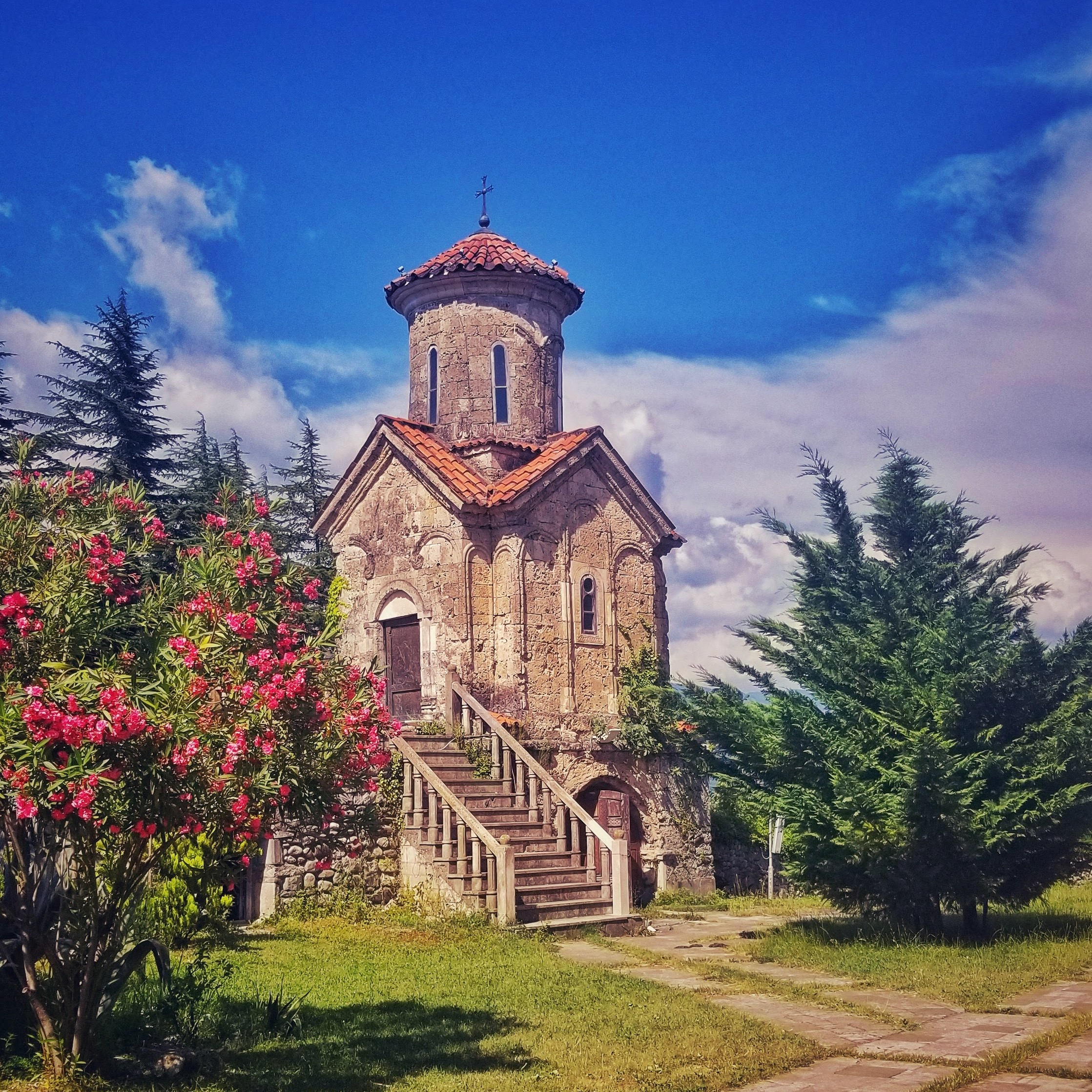
Église de Tchikovani, une chapelle médiévale qui fait partie du monastère de Martvili.

Après l'influent général, son fils Georges assume le nom dynastique de Dadiani et se faisant donc appeler Georges IV Dadiani de Mingrélie.
À partir de George IV jusqu'à Nikolas Dadiani, prince de Mingrélie (en), tous les membres de la famille Dadiani furent en fait des descendants de la maison de Tchikovani.
La dynastie a duré jusqu'à son renversement par l'Empire russe au XIXe siècle, profitant de l'instabilité interne de la principauté, des invasions ottomanes pendant la guerre de Crimée et de l'appel au secours d'Ekaterine Dadiani, la dernière princesse de Mingrélie.

## Branche non-régnante
La branche Tchikovani qui n'a pas régné ni pris le nom Dadiani remonte au second fils du général Tchikovani, Jessé, qui n'a jamais assumé le titre dynastique.

## Sources
- (en) Cet article est partiellement ou en totalité issu de l’article de Wikipédia en anglais intitulé « House of Chikovani » (voir la liste des auteurs).